# 麦基诺国家公园

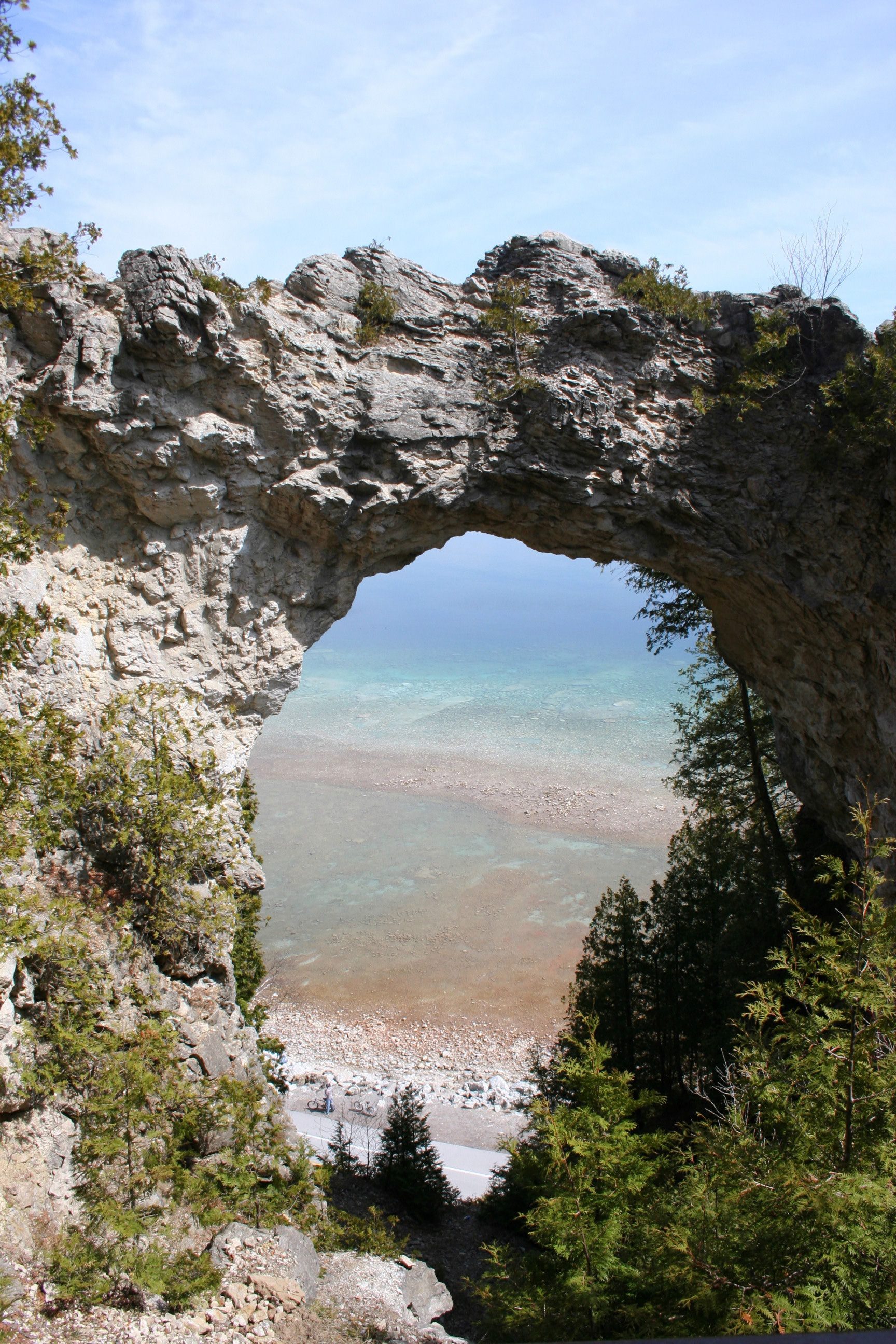
麦基诺岛上的拱形岩石

麦基诺国家公园（英語：Mackinac National Park），是美國昔日的一座國家公園，位于密歇根州北部的麦基诺岛上，是继落基山脉的黄石国家公园之后的第二个国家公园。该国家公园占地1044英亩（4.22平方公里），是为了该岛不断增加的人口而开辟的一个避暑胜地。此国家公园於1875年成立，在很大程度上是麦基诺岛上土生土长的美国参议员托马斯·怀特·费里（Thomas White Ferry）努力成果。
该国家公园的场地包括在此公园运作期间继续作为美国陆军驻地的麦基诺要塞，还有该岛的地质特征诸如拱形岩石和圆锥形糖块石等。
1895年，在密歇根州州长约翰·泰勒·里奇（John Treadway Rich）的要求下，该要塞被正式停止使用，連同國家公園被移交给了密歇根州政府，而成了密歇根州的第一个州立公园——麦基诺岛州立公园（Mackinac Island State Park）。